# 霍夫多普
霍夫多普（荷蘭語：Hoofddorp）是荷兰北荷兰省哈莱默梅尔的一个主要城镇。2009年，该地区人口已经超过73,000。成立于1853年，也即是开凿了哈勒姆湖之后。

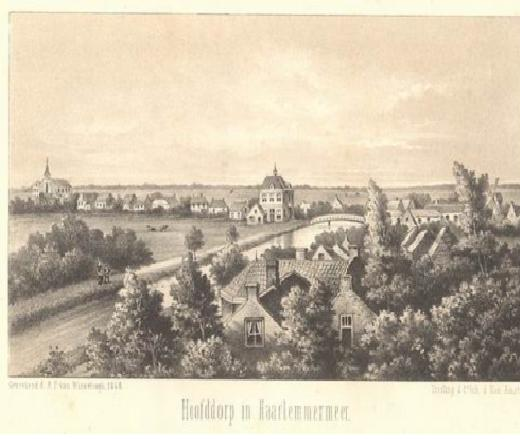
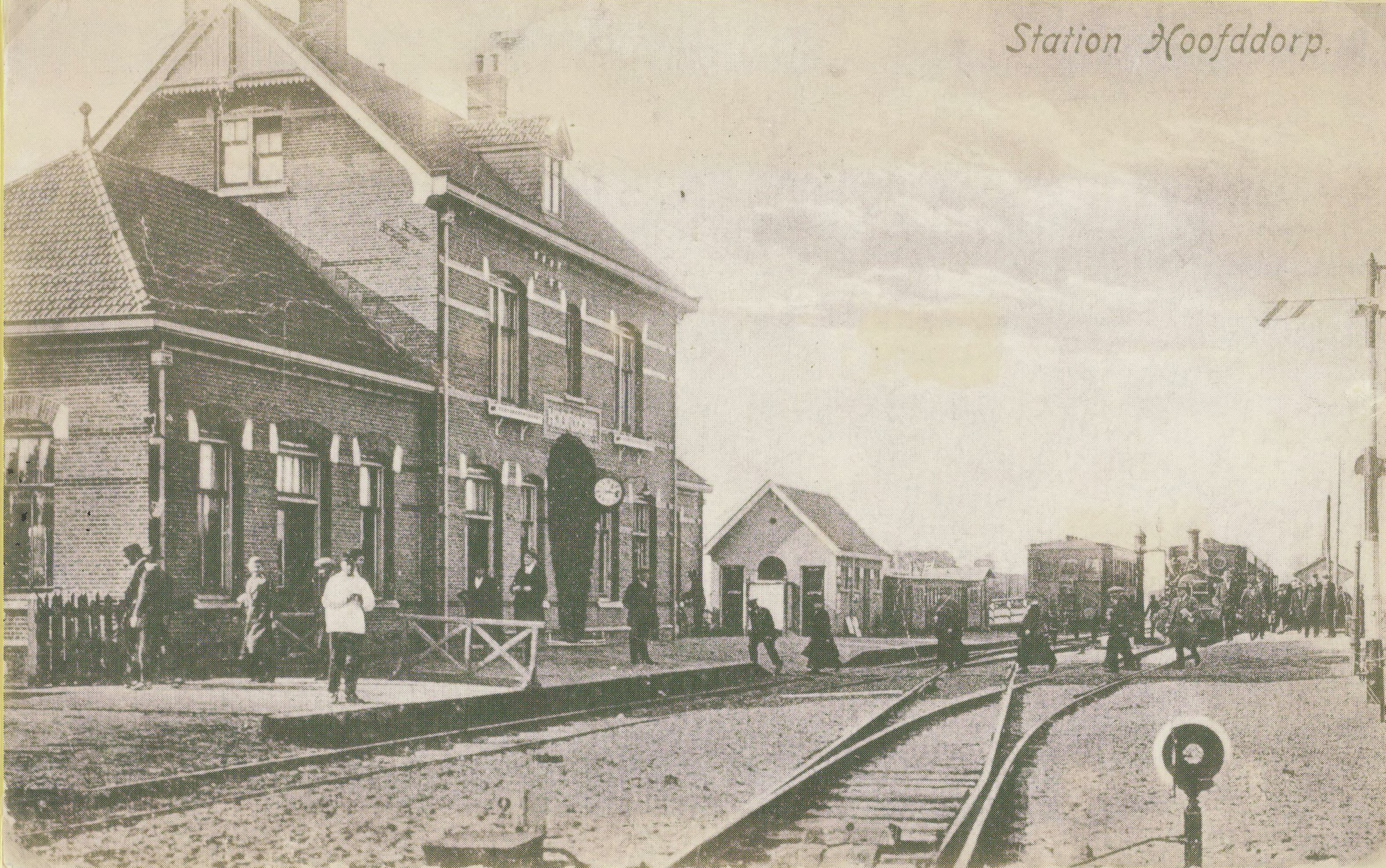
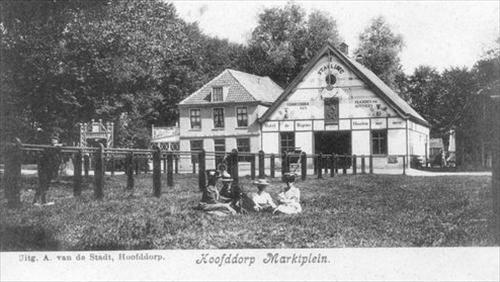
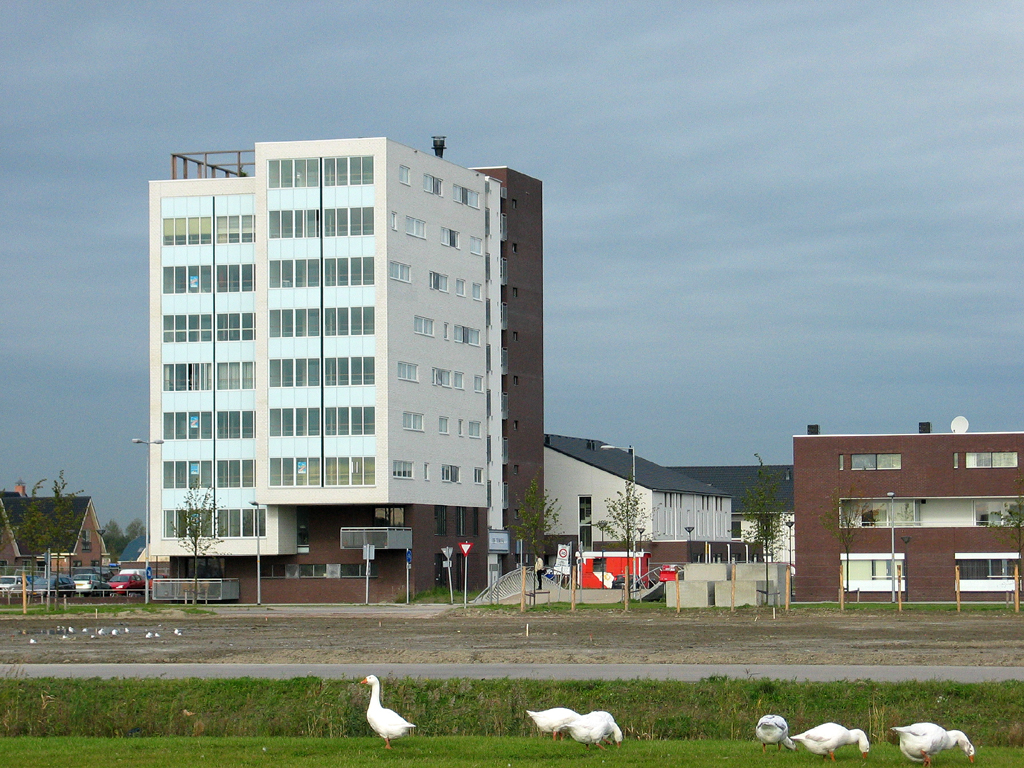
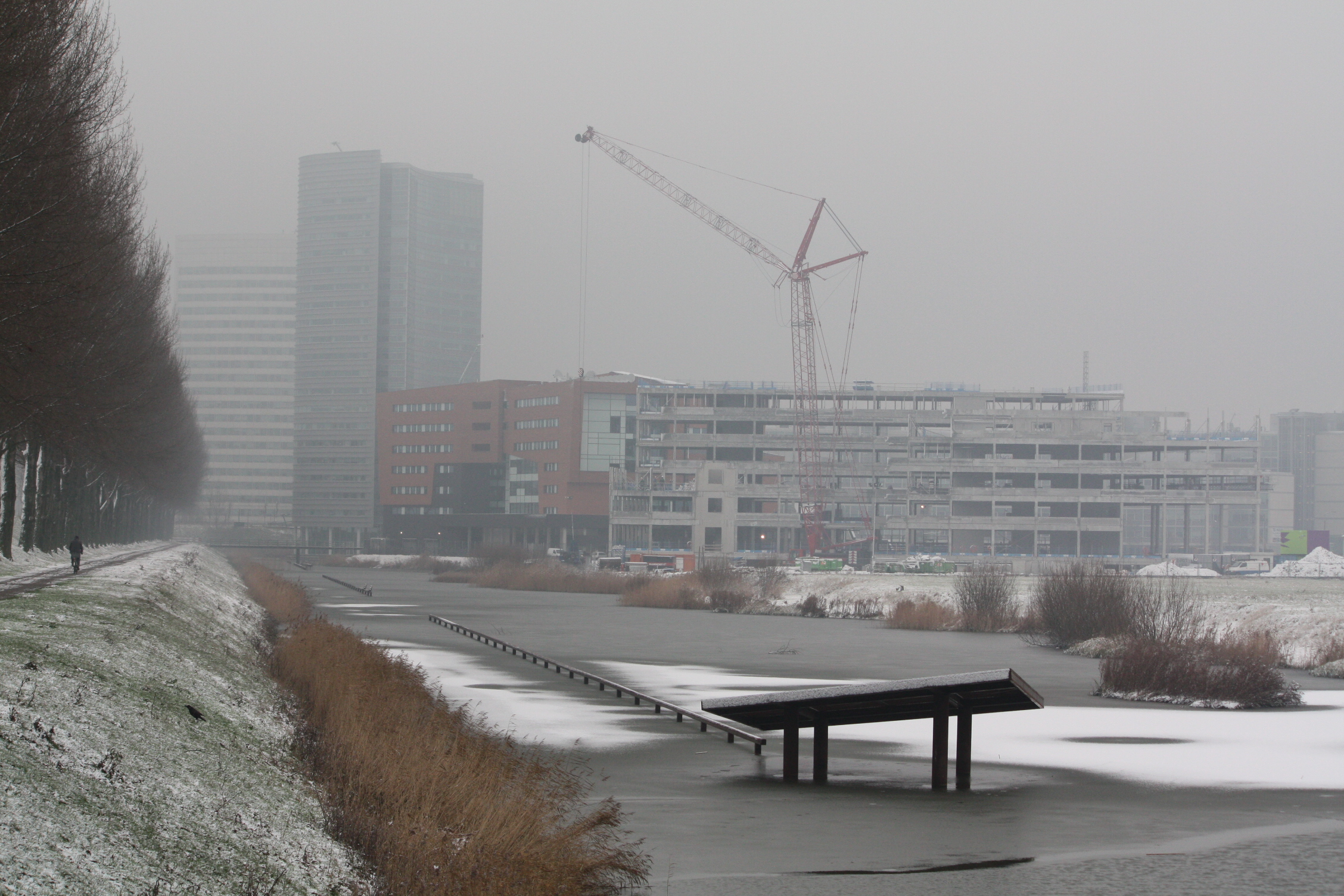
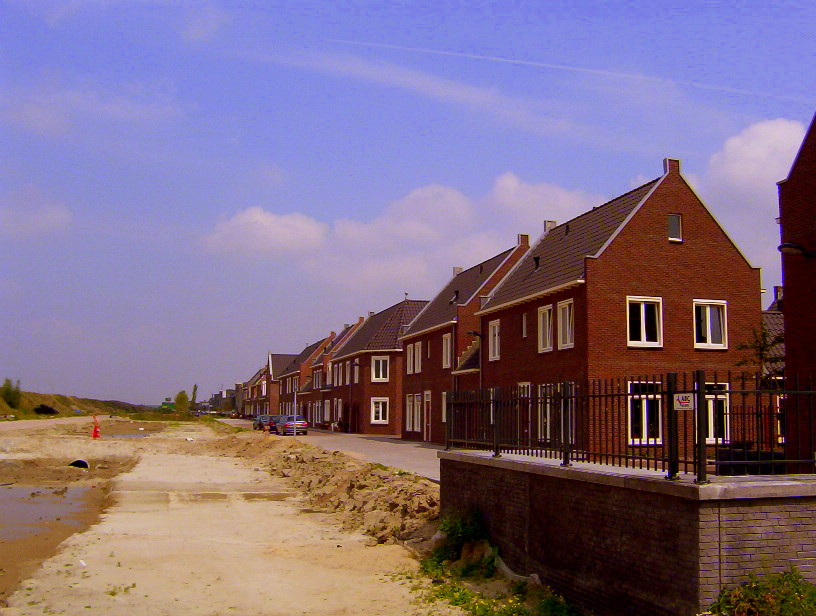
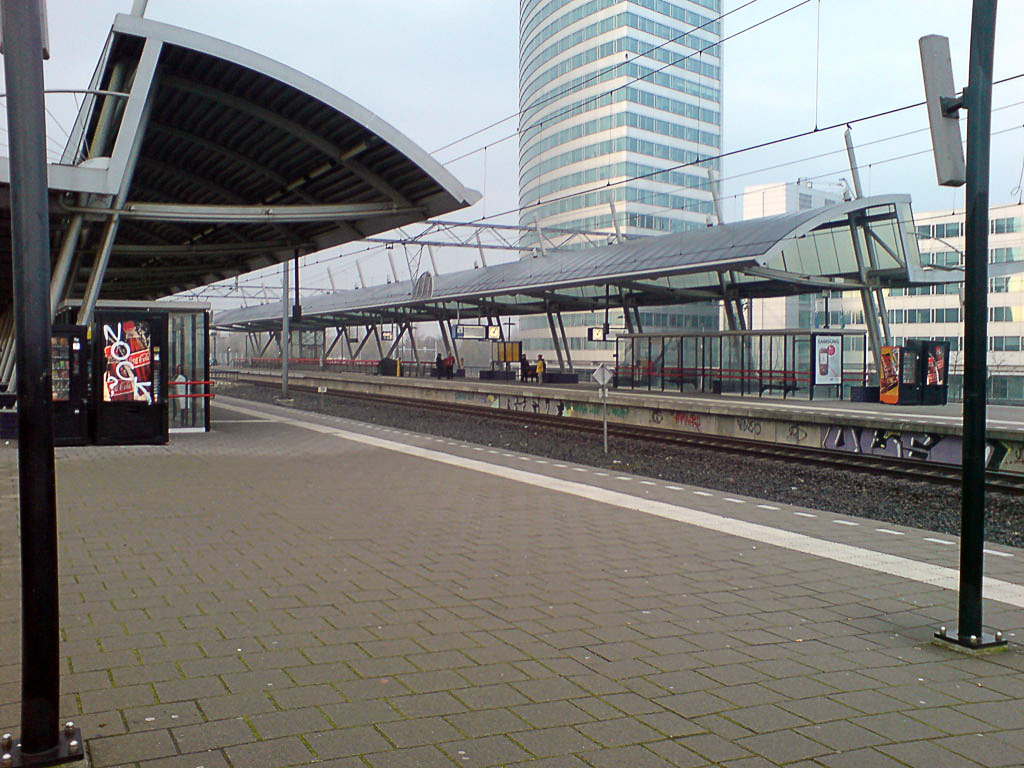
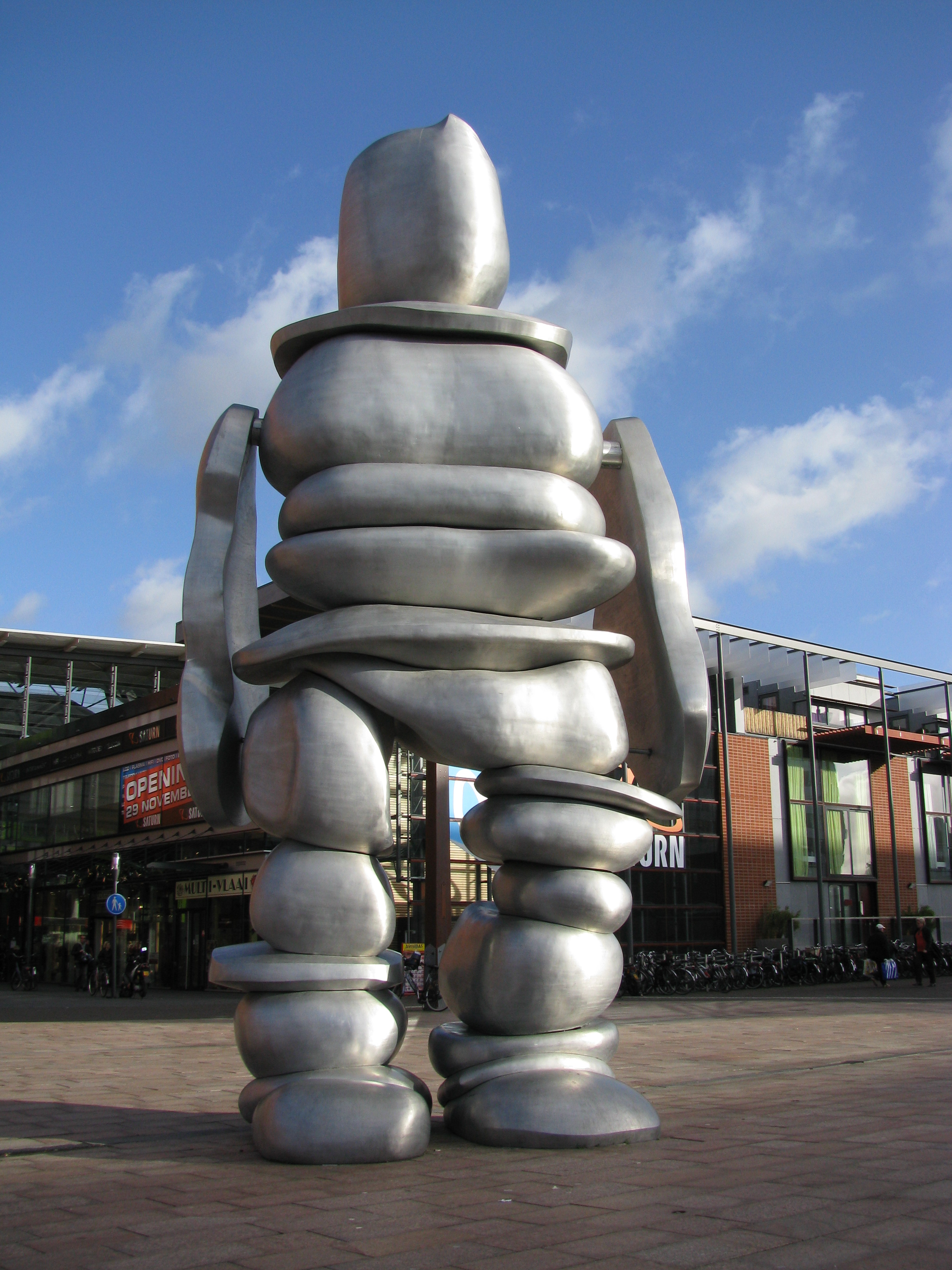
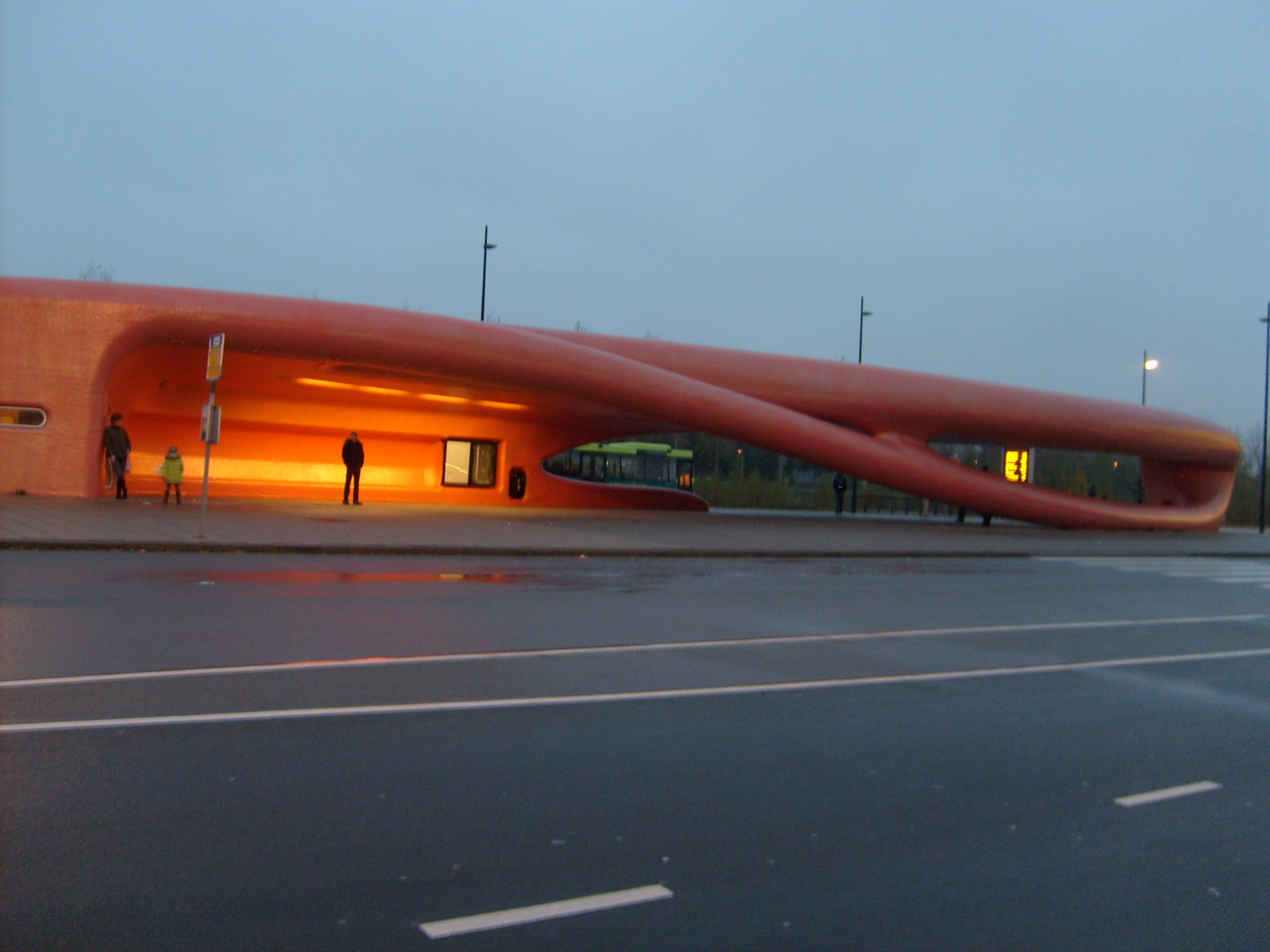
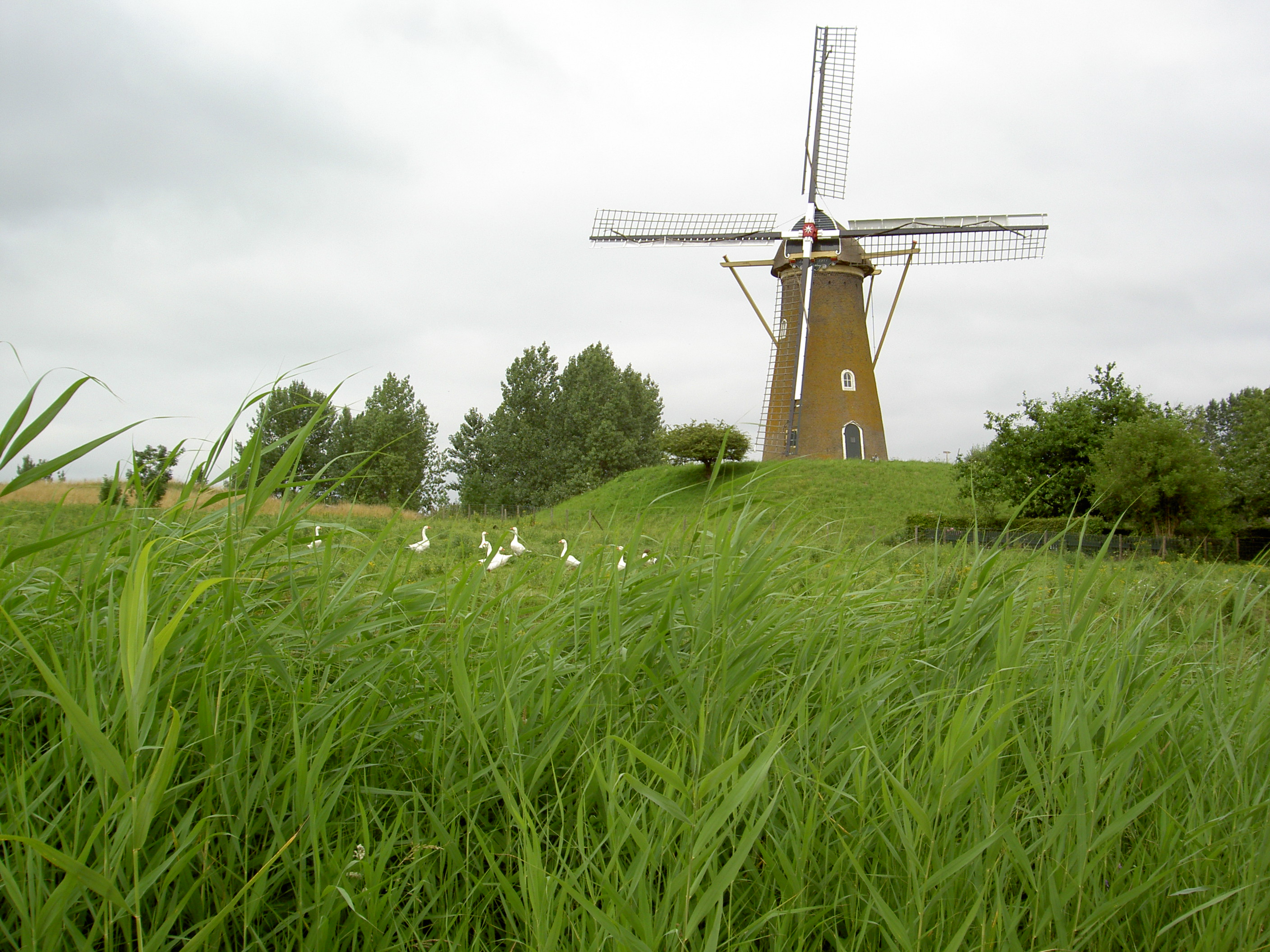
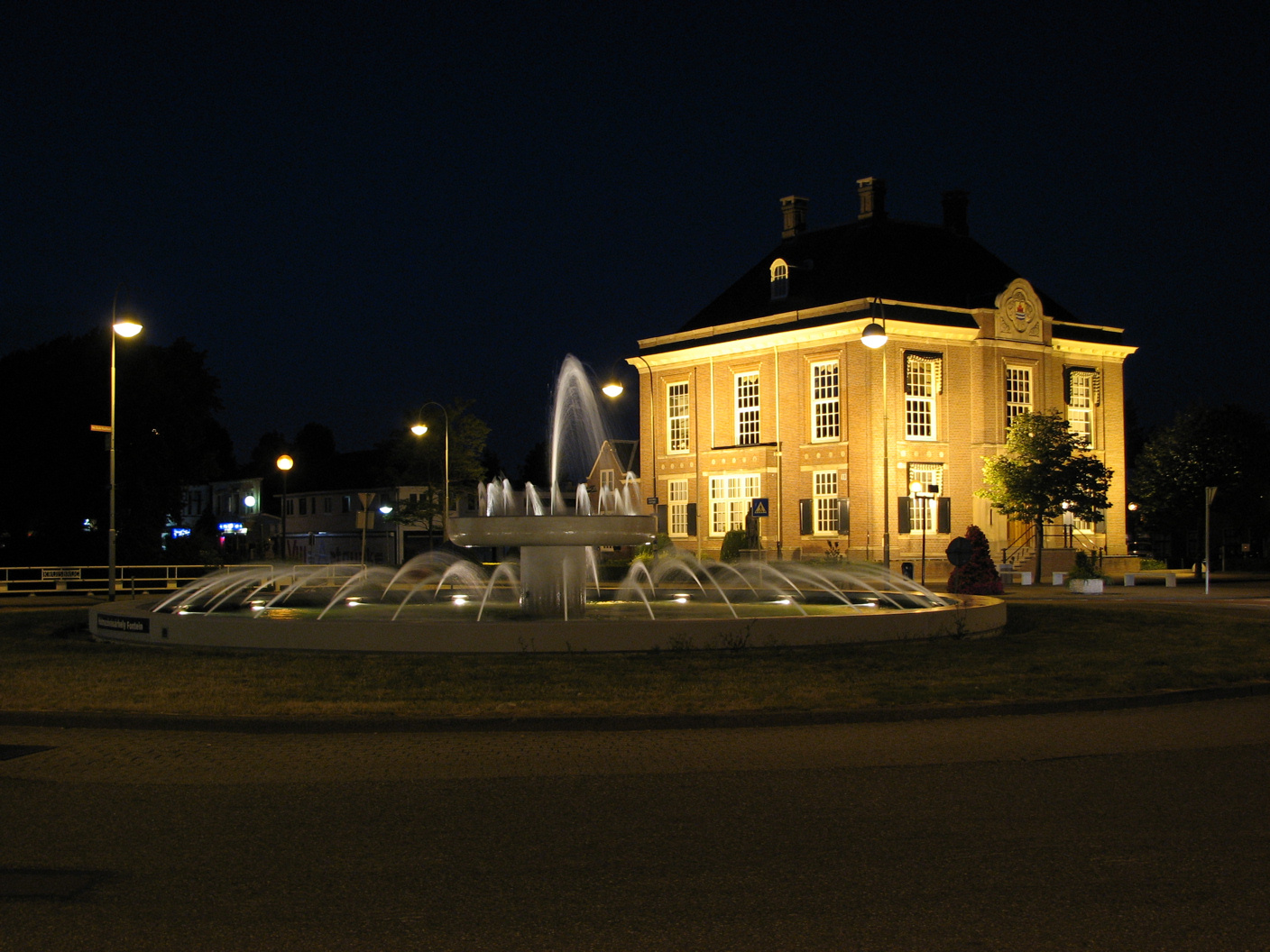
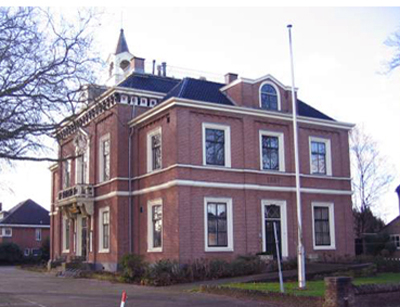
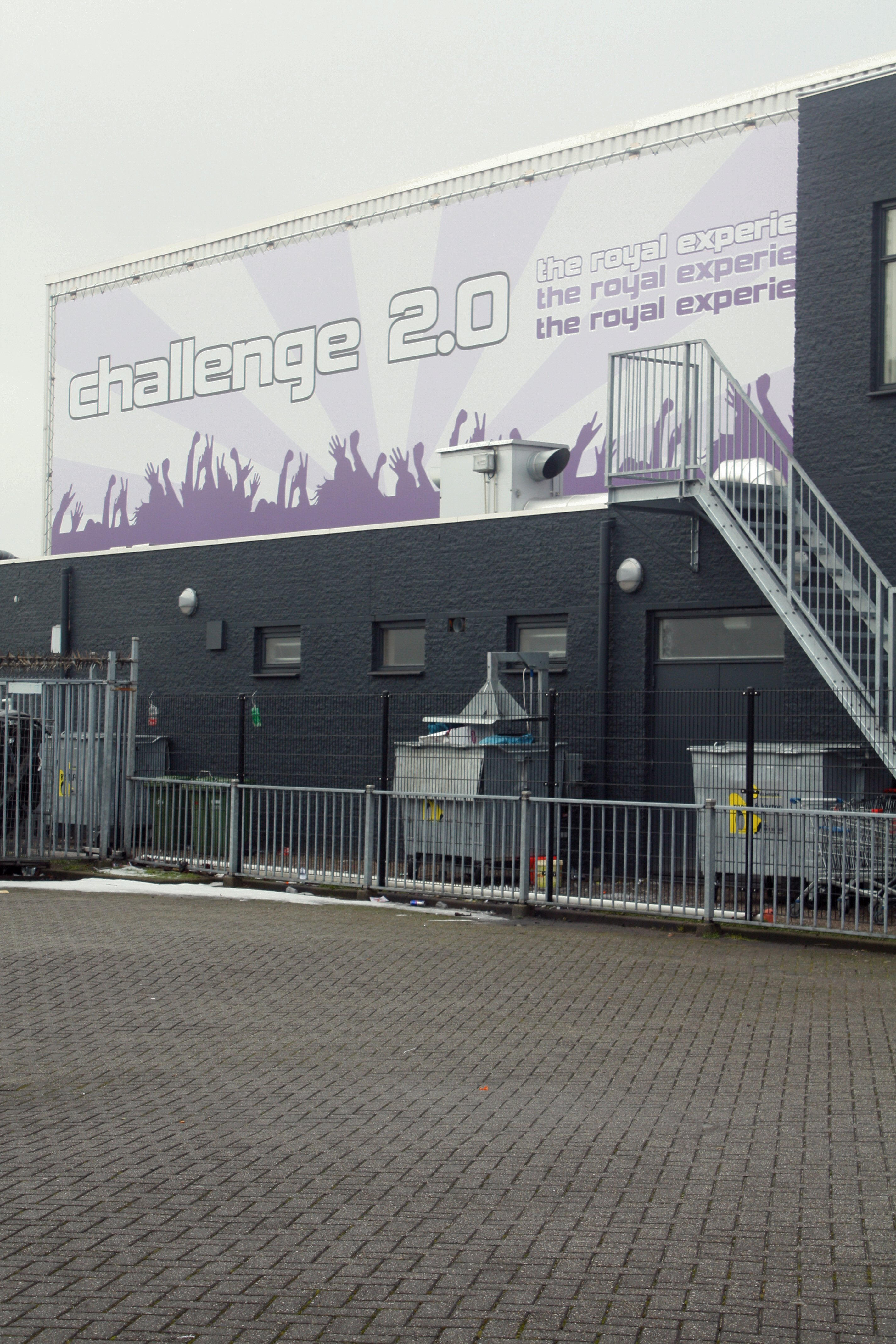
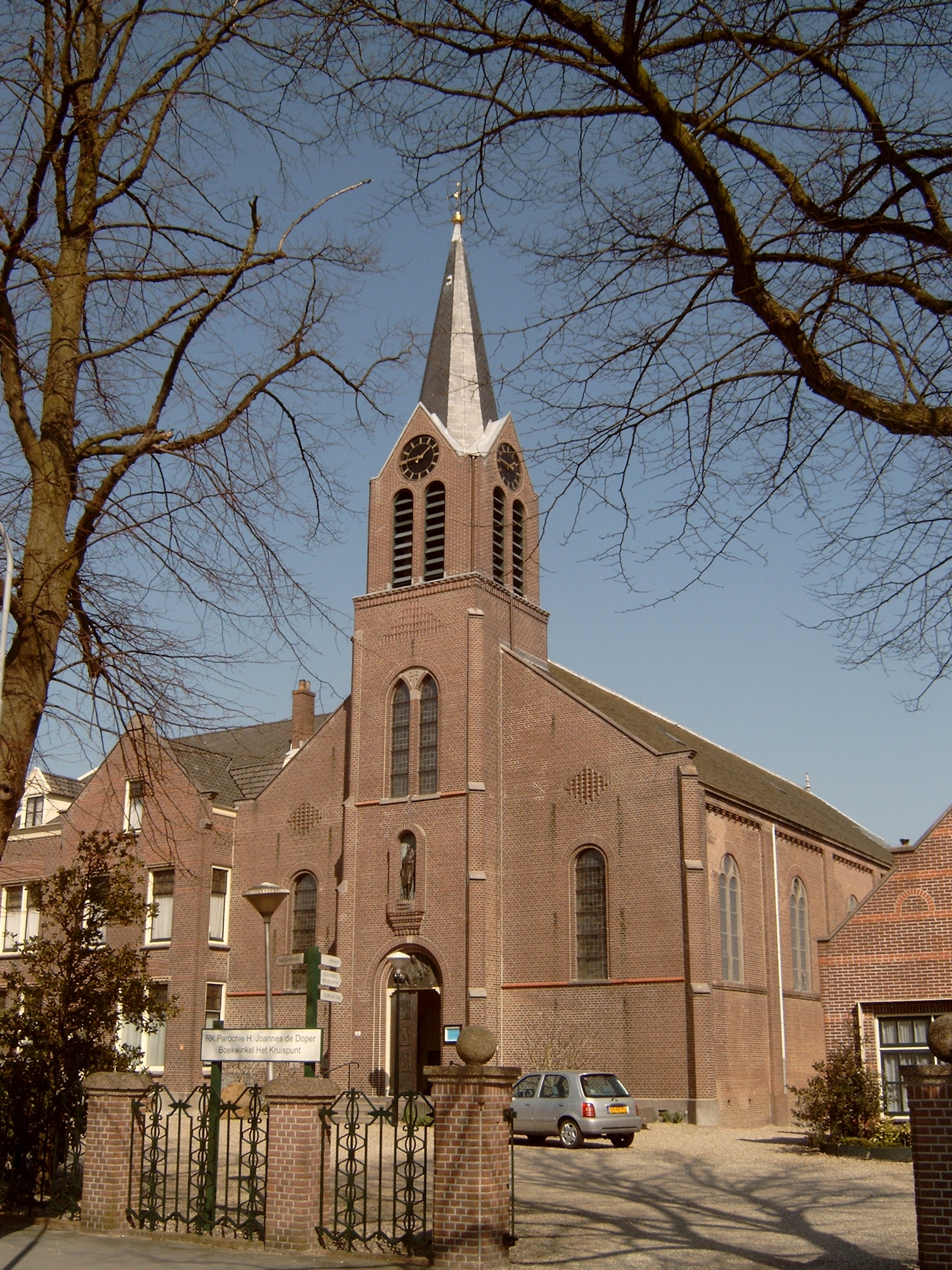